# بذرالبنج خشن
بذرالبنج خشن، بذرالبنج پاکستانی (نام علمی: Hyoscyamus squarrosus) نام یک گونه از سرده بذرالبنج است.